# Массандра (комбинат)

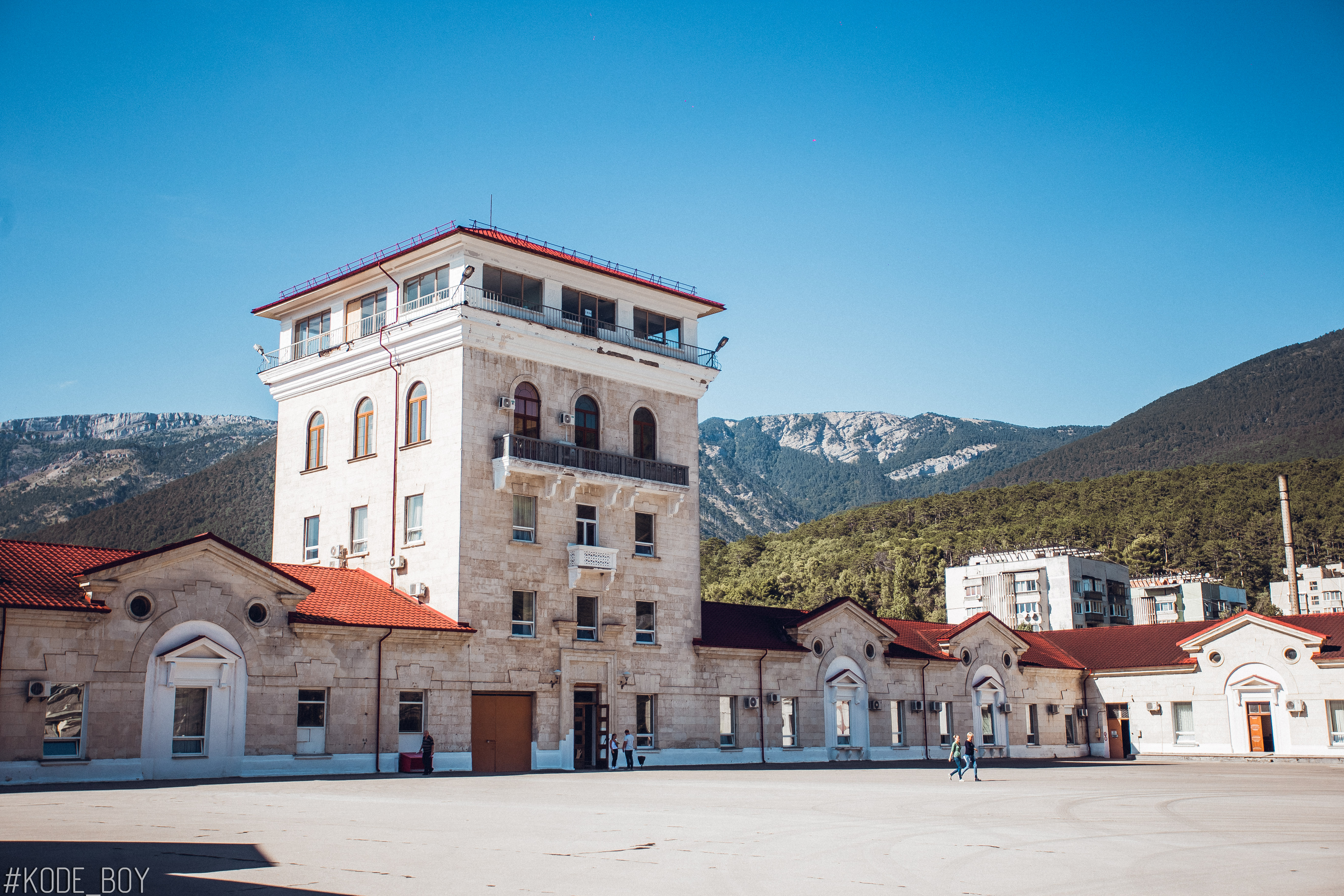
Хранилище на территории завода «Массандра»

«Массандра» — виноградо-винодельческий комбинат пищевой промышленности на Южном берегу Крыма, в посёлке Массандра.
«Массандра» — одно из крупнейших предприятий СНГ по выращиванию винограда и производству высококачественных марочных тихих виноградных вин, табака, фруктов и другой сельскохозяйственной продукции.
Коллекция вин Массандры (около одного миллиона бутылок) является крупнейшей в мире и занесена в 1998 в Книгу рекордов Гиннесса.
В объединение входят 9 заводов первичного и вторичного виноделия и три самостоятельных завода. Главное предприятие объединения — Ялтинский завод марочных вин.
В 2020 году завод «Массандра» продан компании «Южный проект», принадлежащей банку «Россия».
Из-за аннексии Россией полуострова и продажи предприятия «Южному проекту» комбинат находится под международными санкциями Евросоюза, США, Великобритании и ряда других стран.

## Винодельческие предприятия
Насчитывается (на 2012 год) восемь винодельческих предприятий:
- ГП «Ливадия» (Ливадия)
- ГП «Гурзуф» (Гурзуф)
- ГП «Таврида» (Кипарисное)
- ГП «Алушта» (Алушта)
- ГП «Малореченское» (Малореченское)
- ГП «Приветное» (Приветное)
- ГП «Морское» (Морское)
- ГП «Судак» (Судак)

Основная культура — виноград.

## История

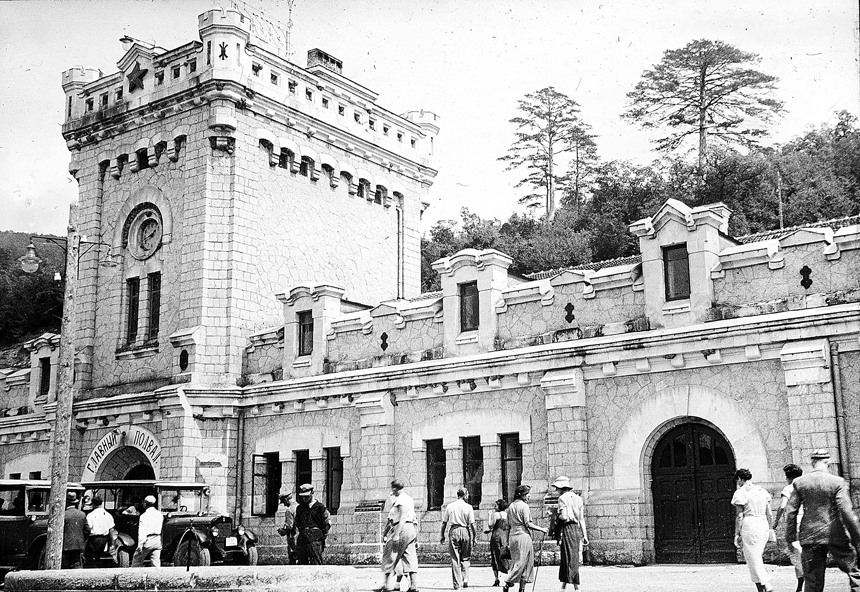
Вход в главный подвал, 1920-е годы

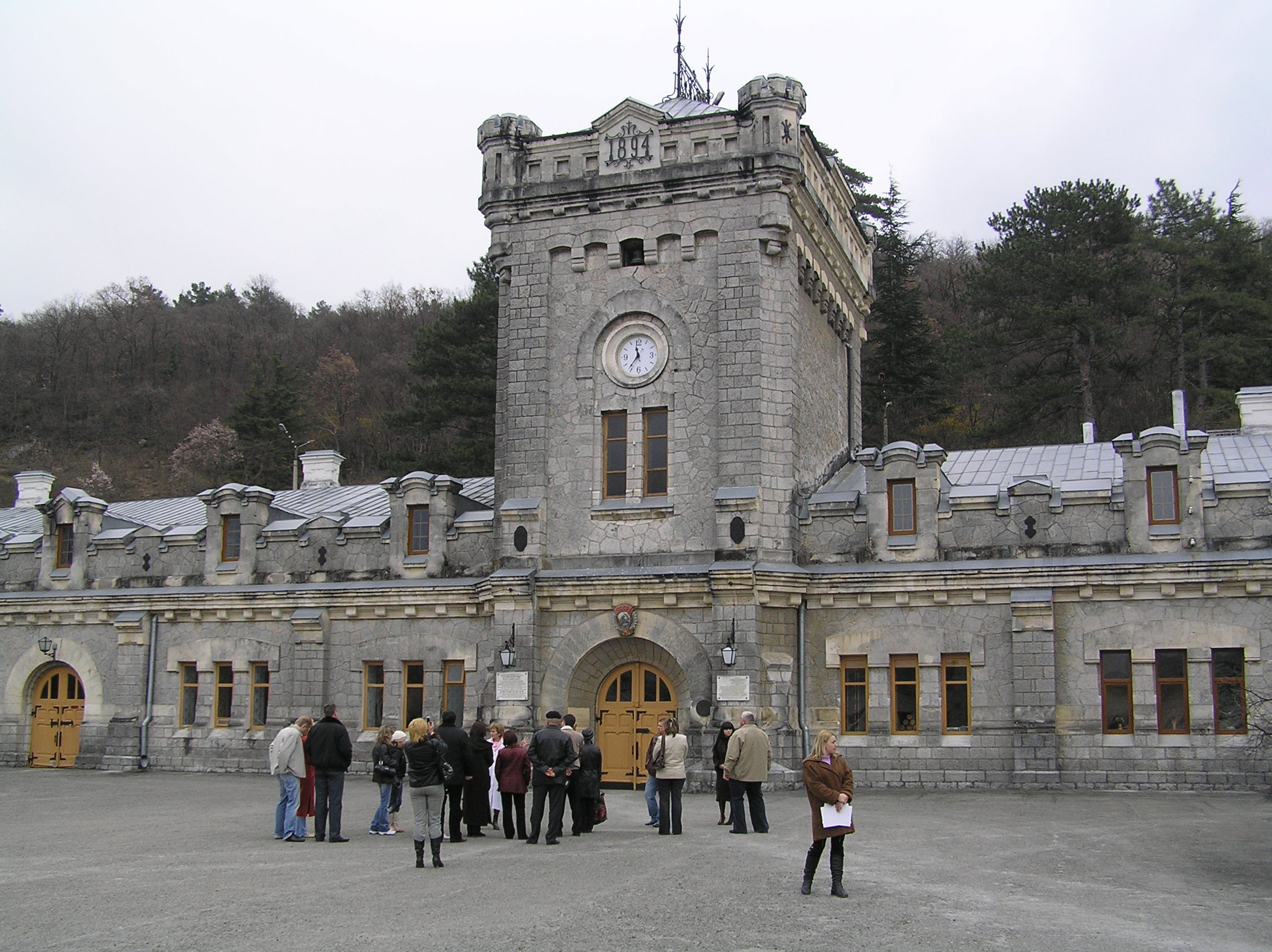
Башня главного винного погреба

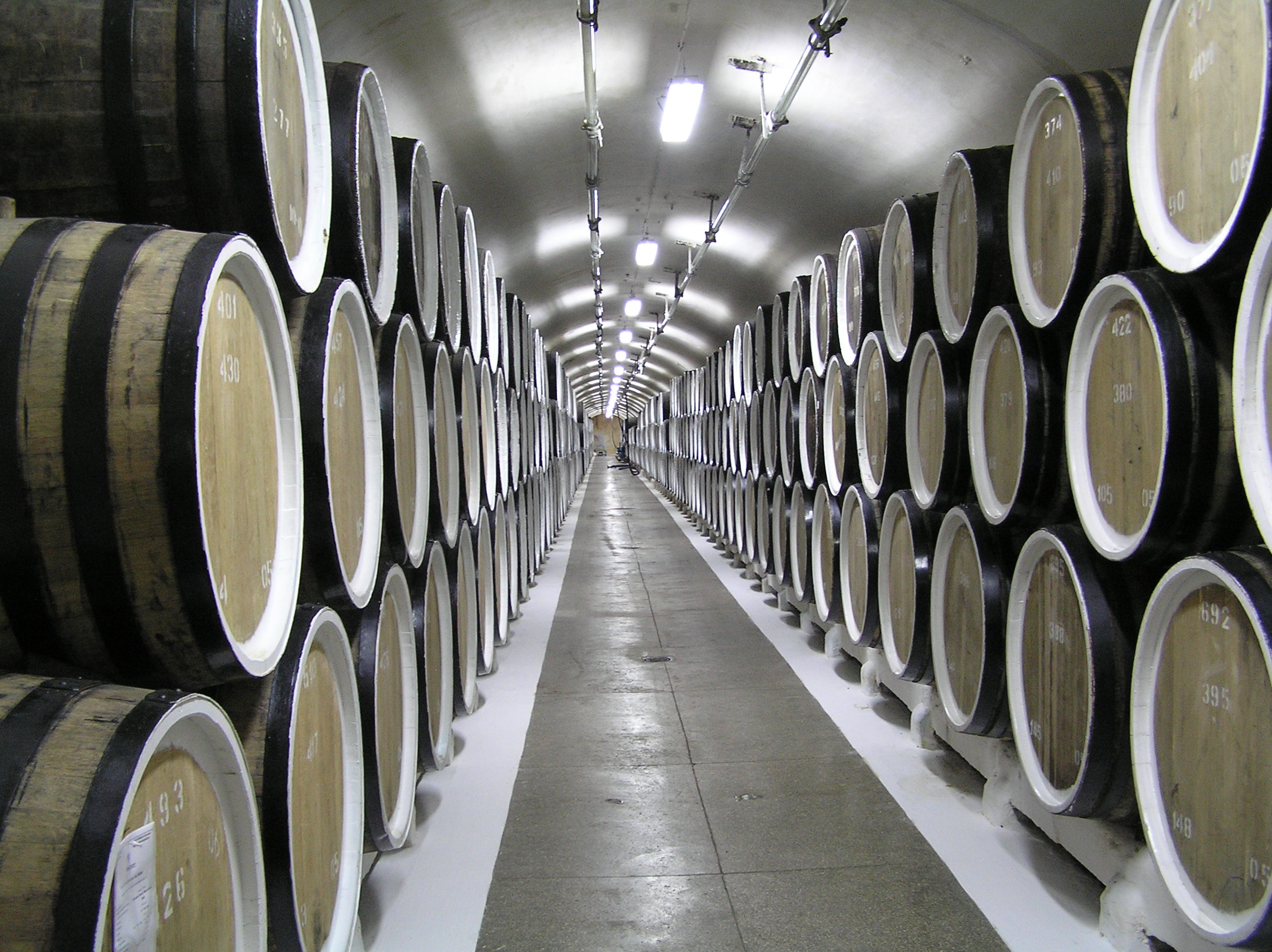
Штольня в горе для выдержки вина

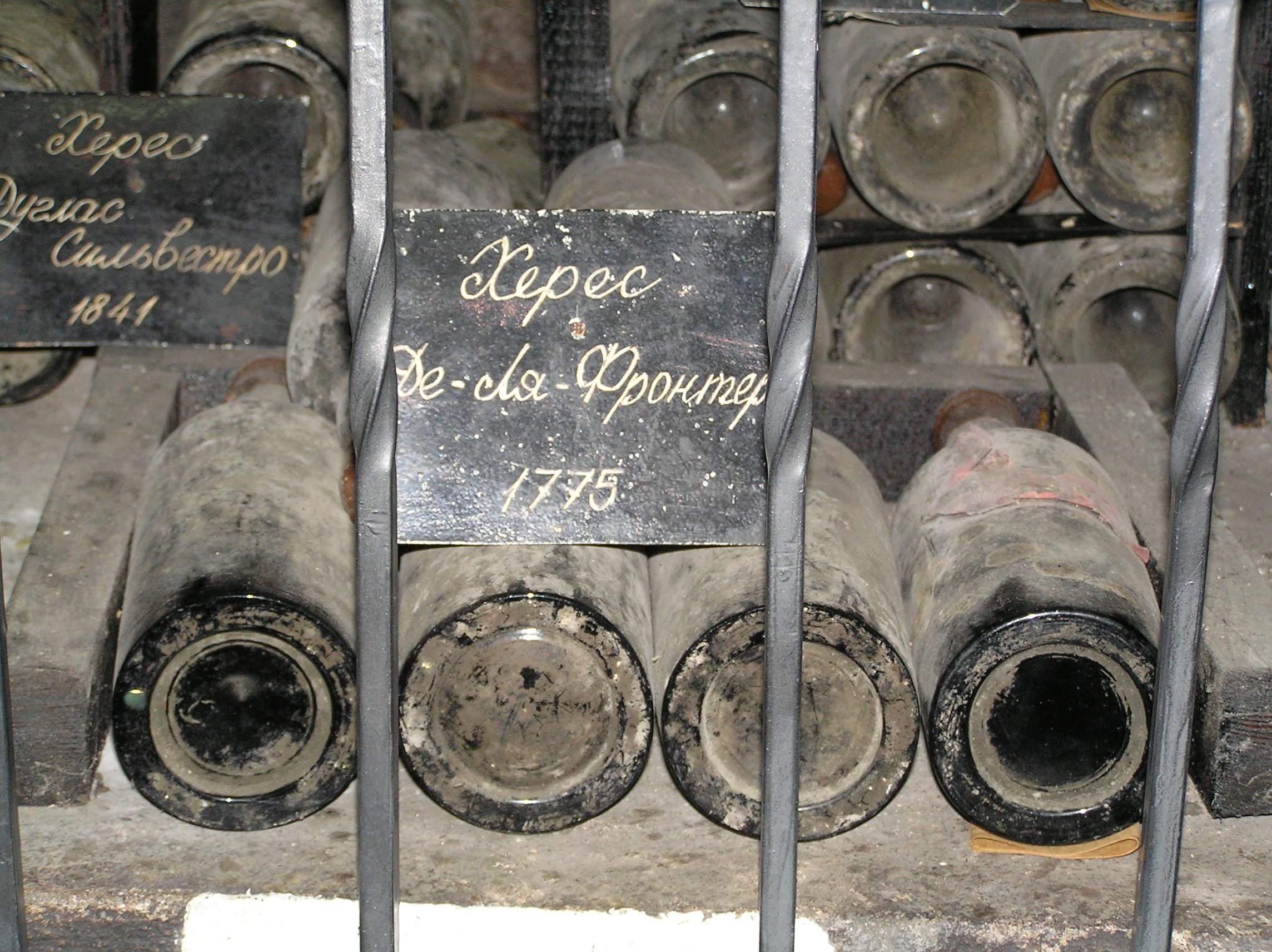
Энотека Массандры, самое старое вино — Jerez de la Frontera урожая 1775 года

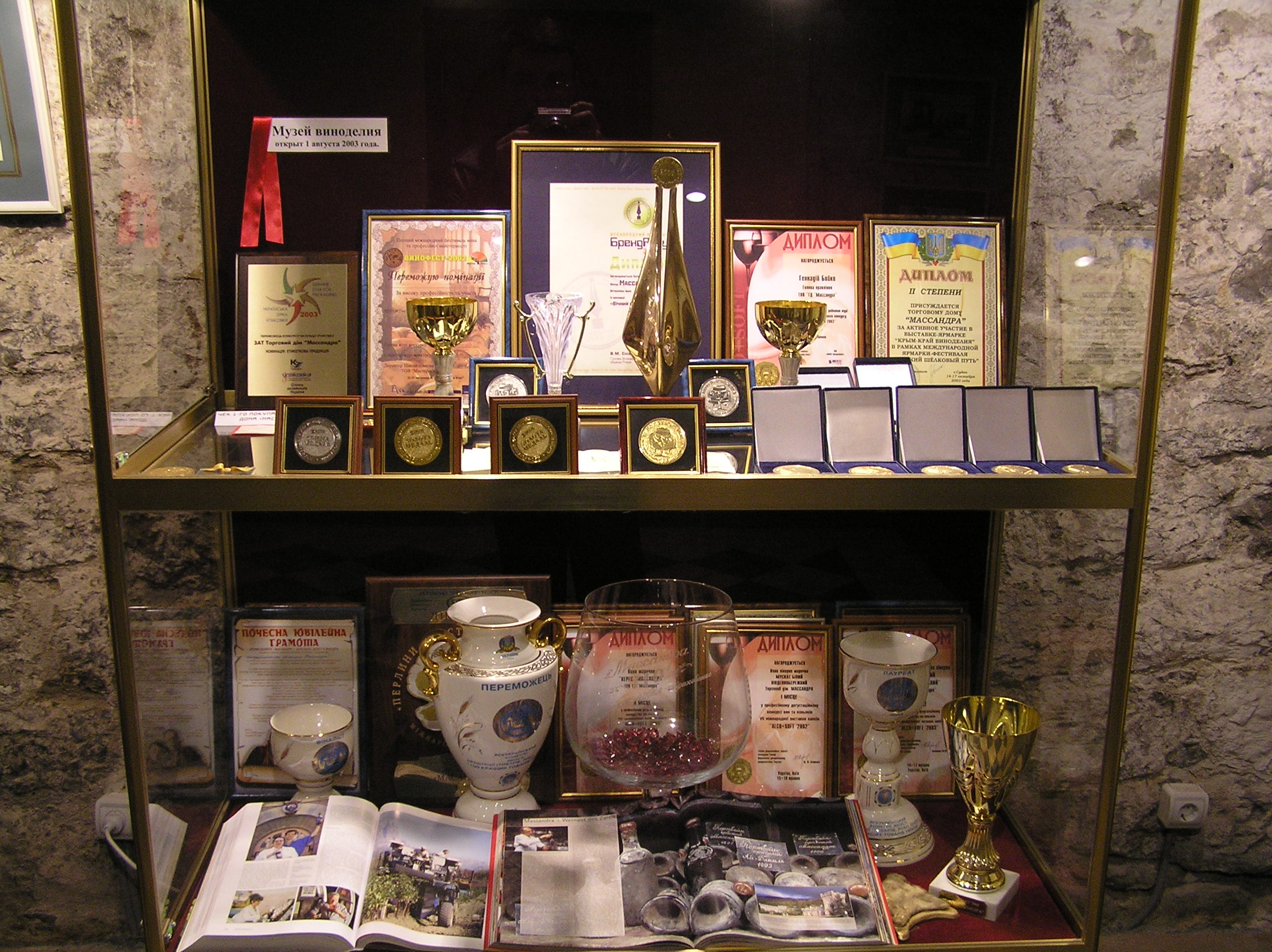
Награды и медали массандровских вин

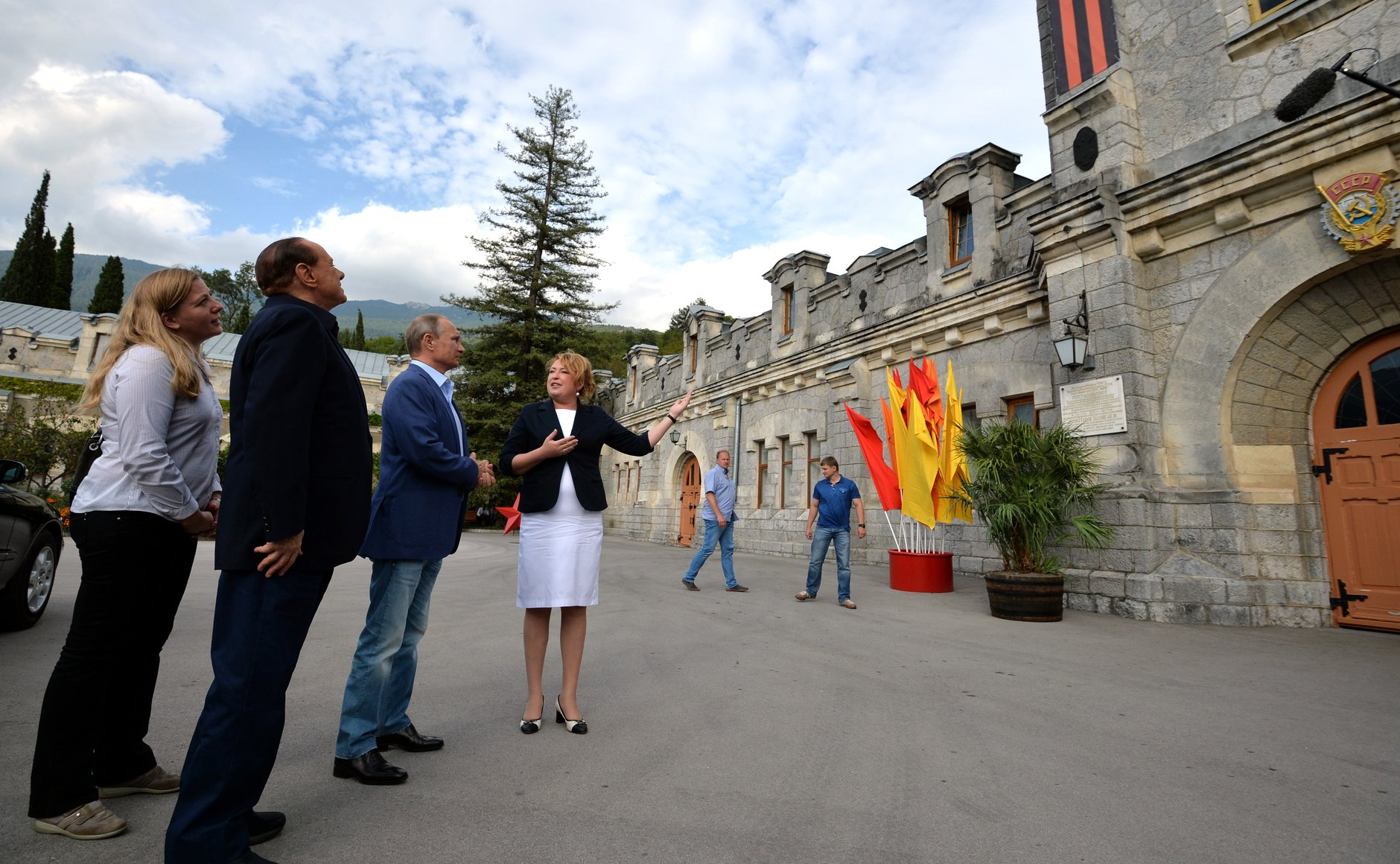
Сильвио Берлускони, Владимир Путин и ген. директор Янина Павленко, сентябрь 2015 г.

Промышленное производство вина в Крыму было начато при содействии Михаила Семёновича Воронцова. Он закупал в Греции, Испании, Франции и Германии лучшие лозы и высаживал их в Массандре, Алупке, Гурзуфе и Ай-Даниле. По заказу светлейшего князя был заложен первый в Крыму винокуренный завод. Именно там были произведены некоторые сорта крымских портвейнов, мадеры, хереса. Высокое качество вина достигалось с помощью купажирования разных сортов винограда. В 1837 году качество массандровских вин высоко оценил император Николай I.
К 1834 году в Массандре насчитывалось более 16 000 виноградников.
К 1860-м годам производство крымских вин уже под руководством Семёна Михайловича Воронцова, вышло на новый уровень. Бренд «Южнобережные вина светлейшего князя С. М. Воронцова» стал известен благодаря фирменным магазинам в Москве, Санкт-Петербурге, Одессе, Ростову-на-Дону и Ялте. В 1881 году в Массандре был построен новый подвал.
После смерти Семёна Михайловича Воронцова производство начало угасать и было приобретено Удельным ведомством.
Князь Л. С. Голицын был назначен в 1891 году Главным виноделом Удельного ведомства в Крыму и на Кавказе. Он закладывает первый в Российской империи подземный винный завод тоннельного типа для производства столовых и десертных вин, стоимость строительства — 1 миллион царских рублей. Строительство было начато в 1894 году в лично им выбранном месте с хорошим микроклиматом, на склоне горы, в маленьком ялтинском местечке под названием Массандра. Руководил строительством камергер Высочайшего Двора, управляющий имениями Массандра и Ливадия, Владимир Николаевич Качалов (1864—1941). Для проживания рабочих завода был выстроен Замок в Новом Свете.
Массандра — старейший винный подвал региона. Главный подвал постройки 1897 года представляет собой семь тоннелей. Длина каждого из них 150 метров и ширина 5 метров. Тоннели расходятся веером от центральной галереи. В них всегда сохраняется постоянная температура воздуха 10—12 °C, то есть лучшая для выдержки вина.
В «Массандре» находятся старейшие главные винные заводы (подвалы) для долголетней выдержки и обработки вин, первое вино собственного производства заложено в 1898.
Приказ по Народному Комиссариату пищевой промышленности СССР, 8 февраля 1936 года, № 265, Москва, «Об образовании коллекционного фонда вина:

"Придавая особое значение созданию коллекционного фонда вин, приказываю:
1. Всем совхозам и винодельческим заводам, принятым от Наркомзема РСФСР, представить НКПищепрому СССР не позднее 15 февраля с. г. опись имеющегося на 8.// — с. г. коллекционного вина. Опись должна быть подписана директором и главным виноделом предприятия.
2. Обязать директора «Абрау-Дюрсо» и «Массандра» впредь из каждой партии готового вина оставлять для коллекции по 500 бутылок (от каждого сорта и марки), с тем, однако, что в отношении особо выдающихся по своему качеству вин главный винодел обязан входить к Наркому с предложением об оставлении большего количества.
3. Для учёта коллекционного вина заносить каждую партию оставленного вина в специальную пронумерованную и прошнурованную книгу (хранящуюся у главного винодела) с указанием сорта, происхождения, года выпуска и качества. Каждая запись в книге должна подписываться директором и главным виноделом.
4. Запретить расходование коллекционного вина без моего разрешения.
5. Ответственность за сохранность коллекционных вин возложить на директора и главных виноделов комбината.

— Народный Комиссар Пищевой Промышленности СССР — А. Микоян»
Во время отступления немецко-румынских войск с ЮБК 15 и 16 апреля 1944 года завод был очищен от вражеских поджигателей партизанами 7-й бригады Южного соединения партизан Крыма под командованием Л. А. Вихмана. За этот и другие подвиги Л. А. Вихман был избран почетным гражданином города Ялта.
Во время антиалкогольной кампании в СССР во второй половине 1980-х годов, винзавод «Массандра» от разгрома спасло вмешательство Владимира Щербицкого и первого секретаря Крымского обкома КПСС Макаренко.
Указом президента Украины от 6 октября 1999 года № 1287/99 объединение было переименовано в Национальное производственно-аграрное объединение «Массандра».
После аннексии Крыма Российской Федерацией объединение «Массандра» было национализировано Государственным Советом Республики Крым и передано Советом министров республики Управлению делами Президента Российской Федерации. Приказом Управления делами Президента РФ от 22 июля 2014 года № 358 было создано Федеральное государственное унитарное предприятие «Производственно-аграрное объединение „Массандра“ Управления делами Президента Российской Федерации». Директора, руководившего компанией более 25 лет, уволили, на него завели уголовное дело. В последнее время виноградники, ранее принадлежавшие «Массандре», продают другим владельцам.
Сейчас в подвалах «Массандры» хранится свыше четырёхсот тысяч бутылок коллекционного марочного отечественного и зарубежного вина более семисот сортов; возраст некоторых из них исчисляется в двести тридцать пять лет. Общее количество бутылок коллекции — один миллион.
Во время посещения Крыма в сентябре 2015 года бывшим премьер-министром Италии Сильвио Берлускони по приглашению президента России Владимира Путина директор лично проводила экскурсию по подвалам Массандры и дегустацию коллекционных вин, в ходе которой была открыта бутылка вина Херес-де-ла-Фронтера урожая 1775 года, стоимость которой оценивается в 100 тысяч долларов.

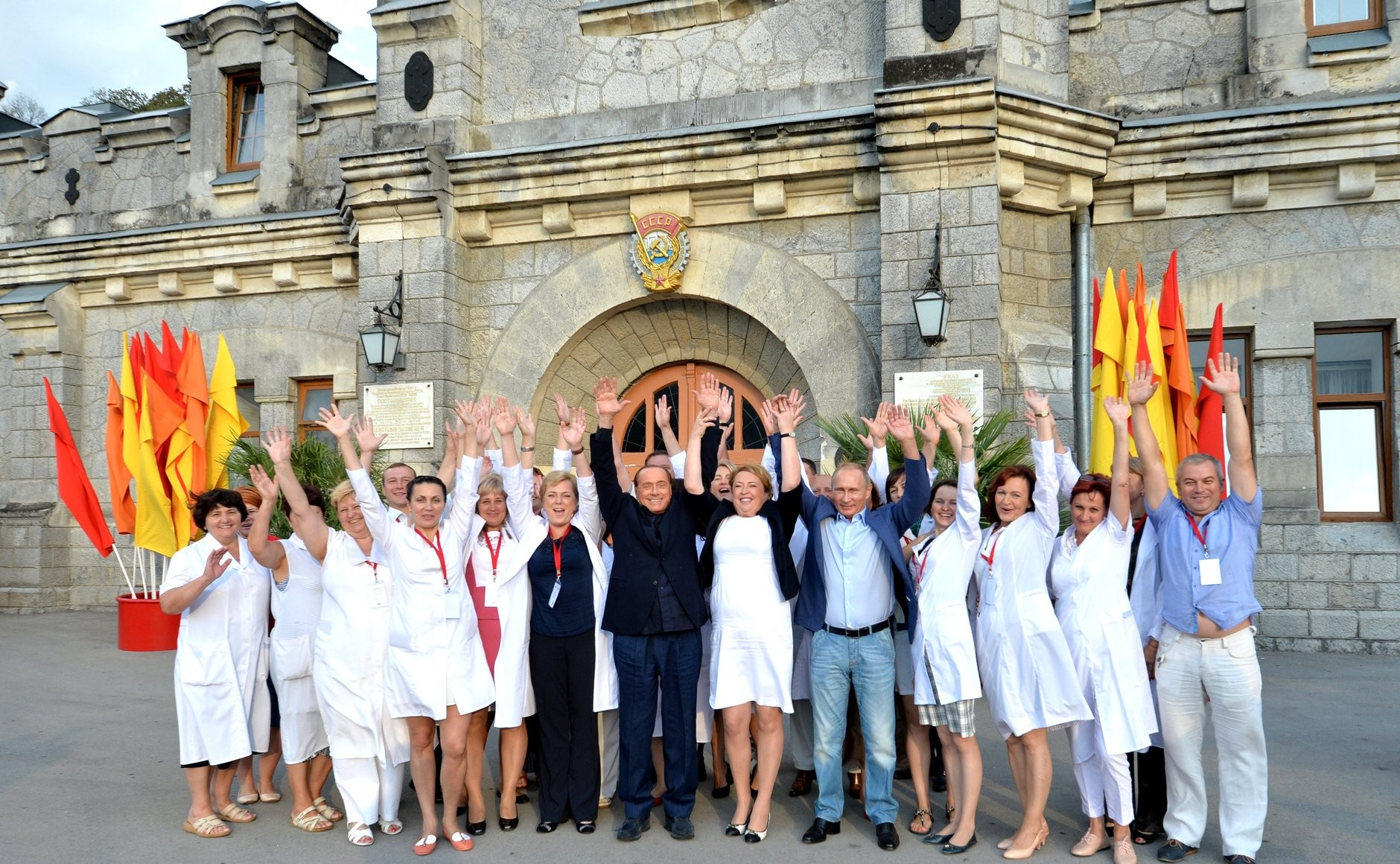
Гости с сотрудниками производственно-аграрного объединения «Массандра»

Гендиректор «Массандры» показала президенту России и бывшему премьеру Италии самые ценные экспонаты коллекции двухсотлетние вина. «И это можно пить?» — спросил Берлускони. Получив утвердительный ответ, он также выслушал рассказ о том, как на всемирной выставке в Париже в 1900 году одно из вин Голицына было признано победителем во время «слепой дегустации». «Я хочу выпить!» — признался Берлускони и был приглашен Павленко в дегустационный зал.
В начале 2016 года после этого случая Генпрокуратура Украины возбудила уголовное дело против Павленко по факту растраты имущества Украины.
После аннексии Крыма Россией предприятие активно поставляет продукцию на экспорт. Так, в 2017 году на экспорт было отправлено около 200 тыс. бутылок, в 2018 году планируется отправка около 350 тыс. бутылок. Основными рынками сбыта являются Белоруссия, Казахстан, КНР, а также самопровозглашённые ДНР и ЛНР.
С 2017 года объединение в числе основных участников эногастрономического фестиваля Ноябрьфест. В 2019 году фестиваль был расширен, проводился на открытом воздухе на историческом плацу винзавода «Массандра», в результате основной день фестиваля посетило более 12 тысяч человек, в том числе из-за границы: Белоруссии, Грузии, Казахстана и Украины.
В 2020 году собрано 14 тыс. тонн винограда со средней урожайностью 41,5 ц/га, общая площадь плантаций ~3,3т га или 33 км², прибыль составила примерно с винограда примерно 1 млрд рублей, выпускалось 100 наименований вин, имелось 8 филиалов.
В 2020 году прибыльное предприятие было приватизировано с превращением в акционерное общество «ПАО Массандра». Министерство имущественных и земельных отношений Крыма выставило на торги 100 % акций АО "Производственно-аграрное объединение «Массандра» по начальной цене 5,3 млрд рублей.
14 декабря 2020 года предприятие было продано по начальной цене 5,3 млрд рублей компании ООО «Южный проект».

## Руководство
Директора и технологи «Массандры» с момента образования комбината (28 июня 1936 года).
Директора винкомбината
- 1936—1937 — Арвид Иванович Цыбуль
- 1937—1950 — Николай Константинович Соболев
- 1950—1957 — Алексей Иванович Лямин
- 1957—1961 — Леонид Федорович Шайтуро
- 1961—1966 — Иван Яковлевич Орловский
- 1966—1983 — Сергей Игнатьевич Власенко
- 1983—1987 — Василий Амбросьевич Козачук
- 1987 — февраль 2015 — Николай Константинович Бойко
- февраля 2015 — ноябрь 2020 — Янина Петровна Павленко[23]
- ноябрь 2020 — н.в. Пугачёв Алексей Петрович[24]

Главные агрономы винкомбината
- 1945—1966 — Пётр Иванович Фёдоров
- 1968 — Валентин Алексеевич Мотанов
- в н. в. — Татьяна Николаевна Полякова[23]

Главные виноделы винкомбината
- 1944—1966 — Александр Александрович Егоров
- 1966—1987 — Иван Нилович Околелов
- 1987—1988 — Владимир Герасимович Казанцев
- 1988 — Нионила Дмитриевна Жукова

Главные виноделы головного завода
- 1938—1949 — Павел Алексеевич Новичков
- 1950—1952 — Александр Борисович Мельцтер
- 1952—1966 — Иван Нилович Околелов
- 1966—1981 — Леонид Исакович Шлейгер
- 1997—2018 — Любовь Георгиевна Торчинская[25]
- 2018 — н. в. – Якименко Александр Васильевич[23]

Заместители генерального директора по производству
- 1981—1987 — Шлейгер Леонид Исакович
- 1988 — Авдошин Иван Николаевич

## Вина Массандры
Заводы и винодельческие хозяйства объединения «Массандра» выпускают сейчас 60 марок марочных и ординарных тихих вин. В 2009 году произведено 1,5 млн дал. вин, ежегодно разливается около 10 млн бутылок.

### Креплёные вина
- «Мадера Крымская»
- «Мадера Массандра»
- «Марсала Малореченская»
- «Марсала Солнечная»
- «Ореанда Херес сухой»
- «Портвейн белый Алушта»
- «Портвейн белый Крымский»
- «Портвейн белый Сурож»
- «Портвейн белый Южнобережный»
- «Портвейн красный Алушта»
- «Портвейн красный Крымский»
- «Портвейн красный Ливадия»
- «Портвейн красный Малореченский»
- «Портвейн красный Массандра»
- «Портвейн красный Южнобережный»
- «Портвейн розовый Алушта»
- «Поручик Голицын»
- «Херес Массандра»
- «Эталита сухая»

### Десертные сладкие вина
Белые:
- «Кокур десертный Сурож»
- «Мускат белый Массандра»
- «Мускат белый Южнобережный»
- «Мускатель белый Массандра»
- «Нектар Демерджи»
- «Пино-гри Массандра»
- «Пино-гри Южнобережное»
- «Седьмое небо князя Голицына»
- «Старый нектар»
- «Токай Массандра»
- «Токай Южнобережный»
- «Эталита десертная»

Розовые:
- «Мускат розовый Массандра»
- «Мускат розовый Южнобережный»
- «Мускатель розовый Массандра»

Красные:
- «Ай-Серез»
- «Алеатико Аю-Даг»
- «Бастардо десертное Алушта»
- «Бастардо Массандра»
- «Каберне Екатерины Десертное»
- «Кагор Южнобережный»
- «Кагор Партенит»
- «Мускат чёрный Массандра»
- «Мускат Таврический»
- «Мускатель чёрный Массандра»
- «Черный доктор Массандра»

### Десертные ликёрные вина
- «Мускат белый Десертный»
- «Мускат белый Красного камня»
- «Мускат белый Ливадия»
- «Мускат розовый Десертный»
- «Нектар Массандры»[26]
- «Пино-гри Ай-Даниль»

### Столовые полусладкие вина
Белые:
- «Алиготе Массандра»
- «Алустон белый»
- «Кокур Каллистон»[27]
- «Ркацители Массандра»

Розовые:
- «Мускат Массандра полусладкое»

Красные:
- «Алустон красное»
- «Бастардо Каллистон»[27]
- «Каберне Каллистон»[26]
- «Каберне Массандра»
- «Саперави Каллистон»[27]

### Столовые сухие вина
Белые:
- «Алиготе Крымское»
- «Кокур»
- «Ркацители»
- «Семильон Алушта»
- «Шардоне Массандра»

Красные:
- «Каберне Алушта»
- «Каберне Сортовое»
- «Кефесия»
- «Мерло»
- «Мерло Алушта»
- «Саперави»
- «Столовое красное Алушта»

Массандровские марочные вина отличаются высоким качеством — ароматом, вкусом, букетом. На международных конкурсах получили более двухсот медалей.
Самое старое вино в коллекции вин — живое до сих пор испанское Херес-де-ла-Фронтера, 1775 года.
Самое именитое выпускаемое сейчас вино, дважды признанное на международных конкурсах лучшим вином мира  (неофициальный титул для поощрения лучшего вина конкурсной программы вне типа вина), — Мускат белый Красного камня.

## Дегустационный комплекс
На предприятии устраиваются дегустации, в ходе которых гости Крыма могут насладиться коллекцией массандровских марочных вин. Дегустации проводятся как на Головном заводе в Массандре, так и в дегустационном комплексе в Алупке рядом с Воронцовским парком.
Дегустационный комплекс «Массандра» — экскурсионно-туристический объект, находящийся на территории винного завода «Массандра». Комплекс расположен в здании Главного подвала «Массандра», построенного в 1894—1897 годах под руководством князя Льва Сергеевича Голицына. Свою работу комплекс начал в 2001 году. Главная цель комплекса — проведение экскурсий и дегустации для гостей и жителей Крыма. Ежегодно комплекс посещали около 50 000 туристов из разных стран.